# Haageocereus
Haageocereus és un gènere de cactus columnar gairebé exclusivament endèmic del Perú, les espècies del qual es distribueixen des del nord de Piura (Perú) fins al nord de Xile. Al Perú, les espècies d'aquest gènere creixen entre els 50 i 2800 msnm comprenent el desert costaner del Pacífic, el bosc sec de Piura i els Andes del sud, a Arequipa.

## Taxonomia
El gènere va ser descrit per Curt Backeberg i publicat a Cactus Journal (Croydon) 1: 52. 1933.
Etimologia
Haageocereus: nom genèric de Haageo en honor del cognom de la família Haage, cultivadors alemanys, i Cereus = ciri, en referència a la forma de ciri o columna de les seves tiges.
- Haageocereus acranthus
  - Haageocereus acranthus subsp. acranthus
  - Haageocereus acranthus subsp. olowinskianus
- Haageocereus albispinus
- Haageocereus australis
- Haageocereus chalaensis
- Haageocereus decumbens
- Haageocereus fascicularis
- Haageocereus icensis
- Haageocereus icosagonoides
- Haageocereus lanugispinus
- Haageocereus pacalaensis
- Haageocereus platinospinus
- Haageocereus pluriflorus
- Haageocereus pseudomelanostele
  - Haageocereus pseudomelanostele subsp. pseudomelanostele
  - Haageocereus pseudomelanostele subsp. aureispinus
  - Haageocereus pseudomelanostele subsp. carminiflorus
  - Haageocereus pseudomelanostele subsp. chryseus
  - Haageocereus pseudomelanostele subsp. turbidus
- Haageocereus pseudoversicolor
- Haageocereus subtilispinus
- Haageocereus tenuis
- Haageocereus versicolor
- Haageocereus vulpes
- Haageocereus zangalensis

## Sinonímia
- Floresia Krainz & F.Ritter exBackeb. (nom. inval.)
- Haageocactus Backeb. (nom. inval.)
- Lasiocereus F.Ritter
- Neobinghamia Backeb.
- Peruvocereus Akers